# Karl Holsten

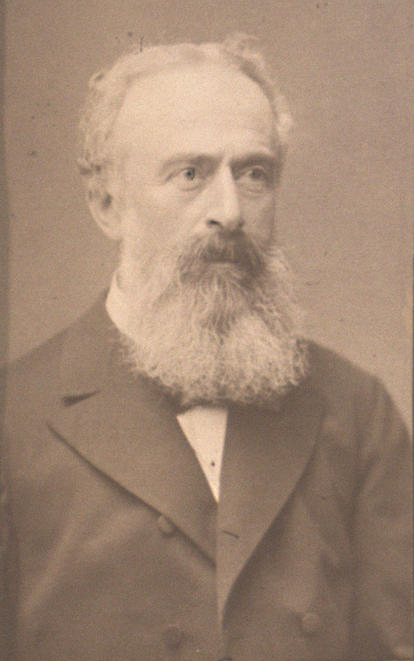
Karl Holsten

Karl Christian Johann Holsten (* 31. März 1825 in Güstrow; † 26. Januar 1897 in Heidelberg) war ein evangelischer Theologe, der als Hochschullehrer in Bern und Heidelberg wirkte.

## Leben
Holsten studierte seit 1843 an der Universität Leipzig, der Friedrich-Wilhelms-Universität zu Berlin und der Universität Rostock Theologie und Philologie. 1843 wurde er Angehöriger des Corps Misnia Leipzig und des Corps Vandalia Rostock. Seit 1852 in Rostock Lehrer an der Großen Stadtschule, wurde er 1853 zum Dr. theol. et phil. promoviert. Als Lehrer für Religion, Griechisch und Deutsch blieb er 18 Jahre an der Schule.
Infolge seiner Schrift Zum Evangelium des Paulus und Petrus (Rostock 1868) wurde er 1870 als a.o. Professor der Theologie an das Gymnasium Kirchenfeld in Bern berufen. Die Universität Bern richtete 1871 für ihn einen Lehrstuhl ein. 1876 folgte er dem Ruf der  Ruprecht-Karls-Universität Heidelberg, an der er bis zu seinem Tod lehrte.
Verheiratet war er seit dem 4. Oktober 1853 mit Ottilie geb. Kippe, einer Tochter von Gottlieb Christian Kippe.

## Werke
- Der Brief an die Philipper. Eine exegetisch-kritische Studie. In: Jahrbücher für protestantische Theologie, 1875–1876
- Zum Evangelium des Paulus und des Petrus. Rostock 1867
- Das Evangelium des Paulus. Berlin 1880, Band 1
- Das Evangelium des Paulus, Band 2, mit einem Abriß von Holstens Leben. Jahrbücher für protestantische Theologie, Berlin 1898
- Die drei ursprünglichen, noch ungeschriebenen Evangelien. Karlsruhe 1885
- Die synoptischen Evangelien nach der Form ihres Inhalts. Heidelberg 1886